# Masseria Cuturi
La Masseria Cuturi (o Li Cuturi) è una masseria storica presente nel comune di Manduria, in provincia di Taranto, in Puglia. Come tipologia, appartiene a quello delle masserie fortificate della zona di Altamura o a quelle della provincia di Lecce. Attualmente è sede di una azienda agricola, che offre anche soggiorni di lusso in un ambiente incontaminato delle Murge Tarantine.

## Descrizione e posizione
La masseria sorge in una valle alimentata dal corso sotterraneo del fiume Chidro: per questo motivo, il terreno è assai fertile, anche nei periodi di prolungata siccità. La masseria è limitata a sud-ovest dal Bosco Li Cuturi e a sud dal Bosco Rosamarina, mentre a nord-est è delimitata da una striscia di macchia mediterranea sostanzialmente vergine, che culmina con il Monte del Diavolo (o Monte dei Diavoli), uno sperone di calcare appartenente alle Murge tarantine. La masseria produce vino (il famoso primitivo di Manduria) e olio extravergine d'oliva, dall'uliveto composto di ulivi millenari, che è stato recentemente rimesso in opera.  

## Storia
La prima citazione storica della masseria è una memoria difensiva del 1798, di una lite sorta tra il santuario di San Pietro in Bevagna e il fisco del Regno di Napoli, dove viene citata la masseria Cuturi. Nella stessa memoria difensiva si fa però menzione che nel 1560 la masseria confinava a sud e a nord col "bosco di Felline" (l'attuale bosco Cuturi e il bosco intorno al Monte del Diavolo). La masseria pertanto dovette esistere sicuramente prima del 1560.
Il comprensorio fu acquistato e accorpato in diverse fasi, tra il 1696 e il 1701, da Michele Imperiale, terzo principe di Francavilla.
Nel 1804, in un inventario delle proprietà della famiglia Imperiale, che si era estinta nel suo ramo principale alla fine del 1700, la masseria veniva descritta come consistente in un portone d'ingresso, sito a sud-ovest (come oggigiorno), con le stalle e la cucina, sulla destra del cortile principale, e la casa del massaro, magazzino e pozzo, sulla sinistra, più un magazzino superiore a volta, sempre sul lato sinistro del cortile principale. Viene citata anche una cappella per l'uso della masseria, per consentire il culto alle diverse famiglie che dimoravano colà per tutto l'anno. Nello stesso inventario, la masseria veniva censita avere una estensione di 440 ettari (poco più della sua attuale estensione).
L'ultimo possessore della masseria, Michele Imperiale, IV principe di Francavilla, trascorse la sua vita per lo più a Napoli dove morì nel 1782 senza lasciare eredi. La masseria, assieme a gran parte delle proprietà della famiglia, passò al fisco del Regno di Napoli, e fu acquistata nel 1827 dal manduriano Giovanni Schiavoni (1739-1830), che ne era precedentemente fittavolo. La famiglia Schiavoni procedette alla risistemazione sia del vigneto, sia dell'uliveto, che erano stati invasi dalla macchia mediterranea, come si deduce dalla domanda che Giovanni Schiavoni fece nel 1830 al sovrano per potere disboscare e dissodare una quota consistente di terreno (segno che i principi di Francavilla, almeno negli ultimi tempi in cui ne erano proprietari, non si erano molto interessati allo stato delle colture della masseria). Nel 1881 don Tommaso Schiavoni portò nella masseria le prime barbatelle di primitivo, dando origine al vino che ancora si produce nelle cantine della masseria.
La famiglia Schiavoni rimase proprietaria della masseria fino al 2008, quando fu costretta a venderla, mantenendo però il possesso di una parte del Bosco Cuturi. Successivamente è stata acquistata della famiglia padovana dei Rossi-Chauvenet: dell'azienda agricola di circa 300 ettari, 40 sono esclusivamente dedicati alla produzione di varietà autoctone di uve tra cui il Primitivo, il Negroamaro, l'Aglianico e il Minutolo utilizzati per la produzione di vini pregiati a marchio "Masseria Cuturi", esportati in tutto il mondo. Attorno ai vitigni c’è una grande varietà di olivi secolari, oltre ai già citati boschi di Cuturi e Rosamarina. La proprietà comprende anche un ristorante, stanze e suite per il pernottamento, e organizza matrimoni (wine wedding) ed eventi culturali e musicali.

## Galleria d'immagini

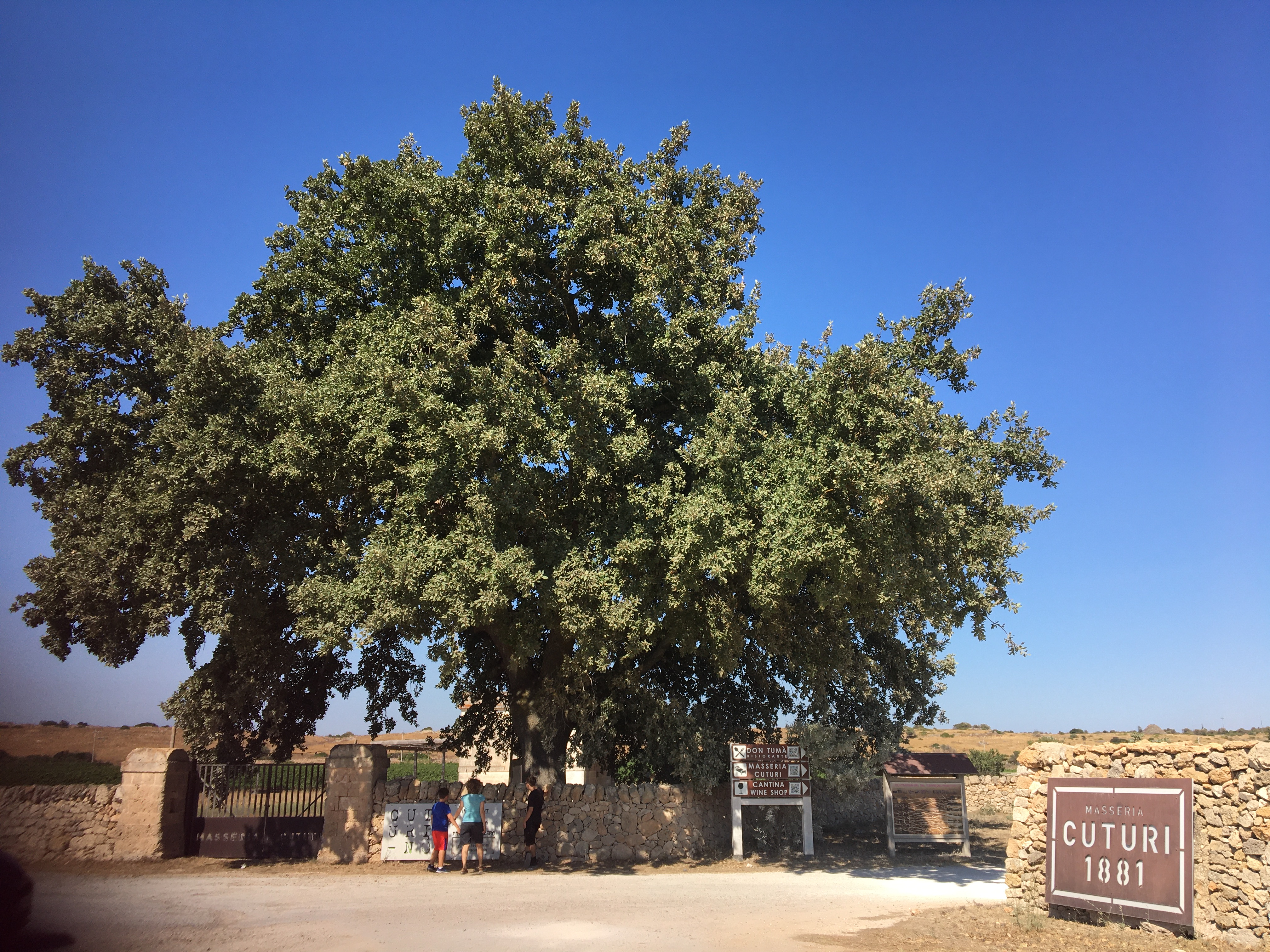
L'enorme cerro all'entrata della proprietà
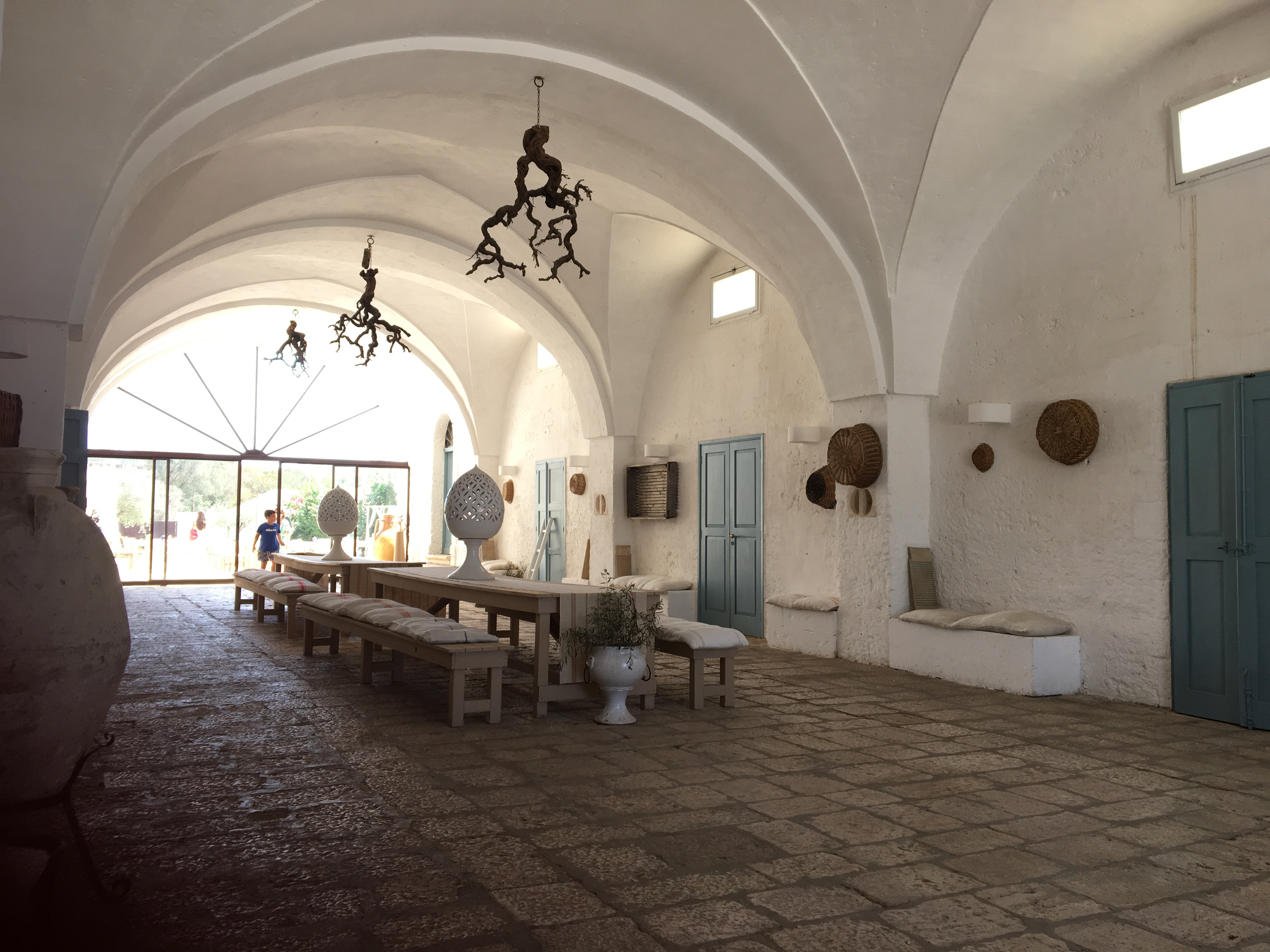
androne d'ingresso alla masseria
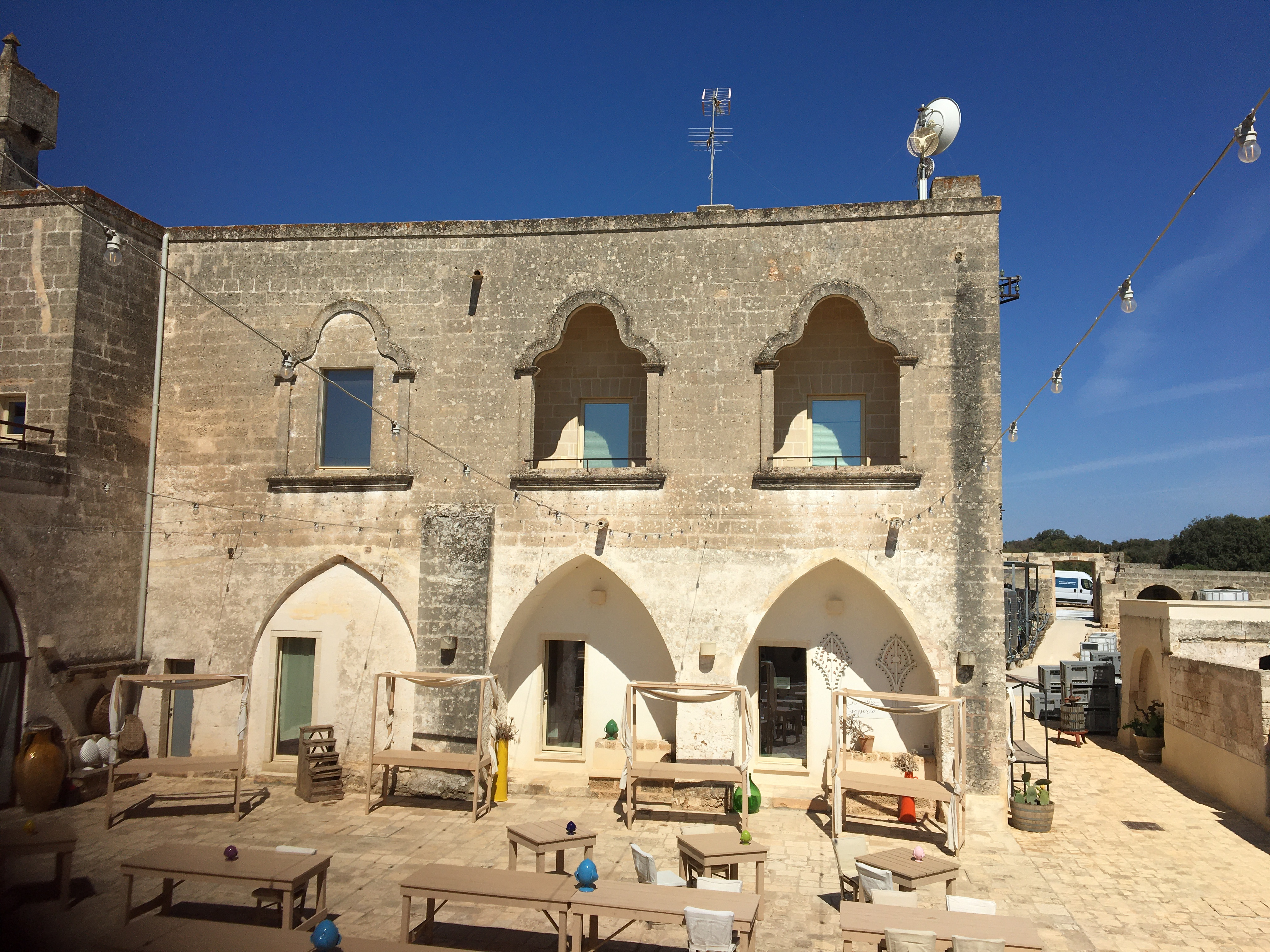
Il cortile interno, dove vengono organizzati gli eventi musicali
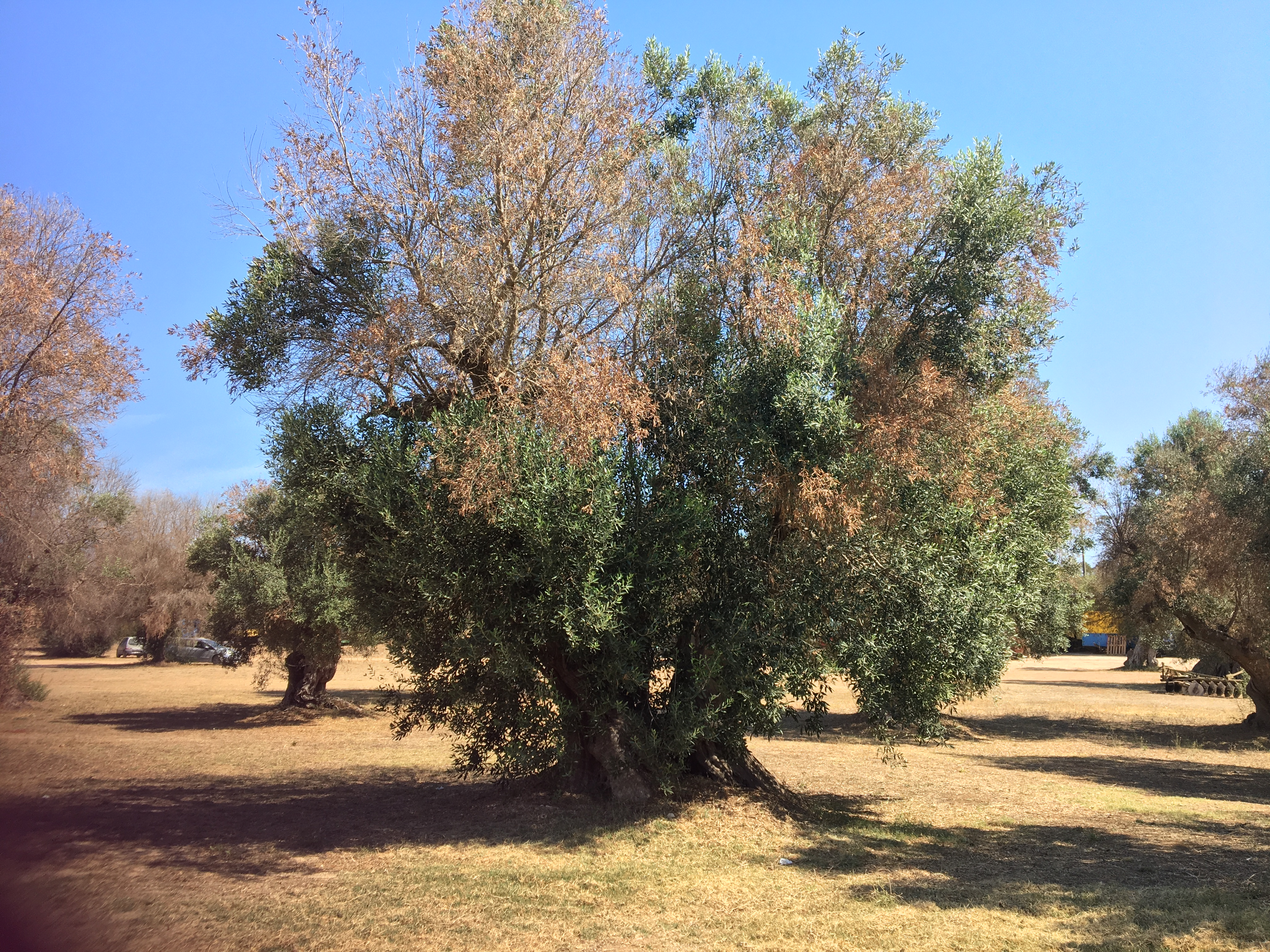
Un ulivo millenario nella proprietà
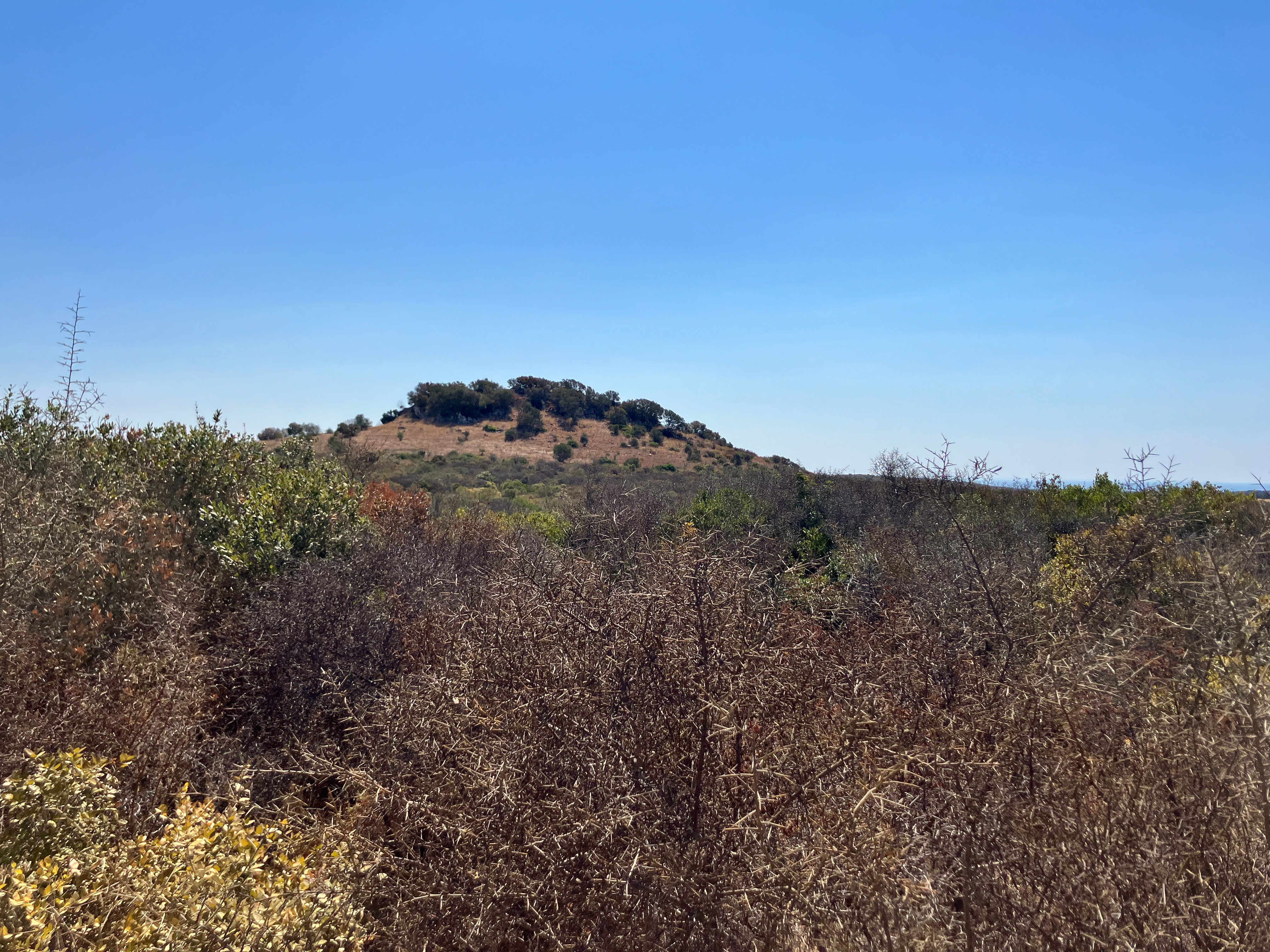
Il Monte del Diavolo, che sovrasta la masseria a nord.